# Wollerau
Wollerau – miejscowość i gmina w Szwajcarii, w kantonie Schwyz, w okręgu Höfe. Leży nad Jeziorem Zuryskim. 

## Demografia
W Wollerau mieszka 7 460 osób. W 2021 roku 25,9% populacji gminy stanowiły osoby urodzone poza Szwajcarią. 

## Transport
Przez teren gminy przebiegają autostrada A3 oraz drogi główne nr 3, nr 388 i nr 389.